# Renown (Schiff, 1916)
Die HMS Renown war ein Schlachtkreuzer der Royal Navy, Typschiff der gleichnamigen Klasse und wurde 1916 in Dienst gestellt.

## Konstruktion
Ursprünglich als Schlachtschiffe geplant, wurden die Renown und die Repulse im Rahmen des Bauprogramms von 1914 als leicht verbesserte Schiffe der Royal-Sovereign-Klasse entworfen. Am 19. Dezember 1914 erhielt das DNC jedoch erste Andeutungen, dass ein neuer Schlachtkreuzer und keine neuen Schlachtschiffe benötigt würden.
Das Grundkonzept des Entwurfs entstand als unmittelbare Folge der Seegefechte des Ersten Weltkrieges, die den immensen Wert hoher Geschwindigkeit in Verbindung mit weitreichendem, starken Geschützfeuer und einem großen Aktionsradius gezeigt hatten; Faktoren, die es einem Schiff ermöglichten, jedes feindliche Schiff unter fast allen Umständen zu verfolgen und nach Belieben Kampfhandlungen durchzuführen oder auszuweichen. Diese Eigenschaften konnten natürlich nur auf Kosten des Panzerschutzes erreicht werden. Obwohl diese Politik von vielen als gefährlich angesehen wurde, zumal die letzten fertiggestellten Schlachtkreuzer mit einem passablen 228-mm-Panzergürtel ausgestattet waren, wurde der Zulassung der Schiffe Vorrang eingeräumt.
Bis zum 21. Dezember 1914 wurden die Abmessungen der neuen Schiffe festgelegt und bis Heiligabend wurde ein Modell angefertigt, das Admiral John Fisher vorgelegt wurde, der sich nach Kräften um die Verwirklichung der Schiffe bemühte. Am 28. Dezember wurde dem DNC mitgeteilt, dass das Modell genehmigt worden war und der Bau sofort beginnen sollte. Da die Schiffe so schnell wie möglich fertiggestellt werden sollten, schlug das DNC vor, die Maschinenanlage des Schlachtkreuzers Tiger zu nutzen, um evtl. Verzögerungen zu vermeiden.

## Geschichte
Die Renown wurde am 25. Januar 1915 von Fairfield Shipbuilding & Engineering Co. Ltd. in Glasgow, auf Kiel gelegt, am 4. März 1916 vom Stapel gelassen und am 20. September 1916 für 3.117.204 Pfund fertiggestellt. Nachdem die Grand Fleet im April 1919 aufgelöst worden war, wurde die Renown dem Schlachtkreuzergeschwader der Atlantic Fleet zugeteilt. Im Juni wurde sie als Vorbereitung für die Reise des Prince of Wales Eduard nach Kanada und den USA von August 1919 bis Oktober 1920 überholt und umgerüstet. Sie verließ Portsmouth am 5. August 1919 in Begleitung der Dauntless und der Dragon und erreichte Concepcion Bay, Neufundland, am 11. August. Am 21. August traf das Schiff in Quebec ein, wo ihre königliche Hoheit das Schiff verließ, um bis November eine Bahnreise durch Kanada und die USA zu unternehmen. Während sich der Prince of Wales an Land befand, besuchte die Renown die Westindischen Inseln, mehrere südamerikanische Häfen und New York. In New York ging Prinz Eduard wieder an Bord. Am 25. November stach die Renown in See und kam am 1. Dezember in Portsmouth an.
Von Januar bis März 1920 wurde das Schiff erneut umgebaut, um als königliche Yacht genutzt zu werden. Dazu wurden die achteren 101-mm-Kanonen und beide 75-mm-Flak-Geschütze entfernt, um Platz für ein Promenadendeck zu schaffen. An Backbord und Steuerbord wurde ein Squash-Platz bzw. ein Kino eingerichtet und auf dem Schutzdeck zwischen den Schornsteinen befand sich eine Kajüte.
Am 16. März 1920 verließ die Renown zusammen mit dem Prince of Wales Portsmouth und begab sich über Barbados, Honolulu, Panama und den Fiji-Inseln nach Australien und Neuseeland. Dort besuchte sie Auckland, Hobart und mehrere australische Häfen. Anschließend kehrte sie über den Panama-Kanal, die Westindischen Inseln und Bermuda wieder in die Heimat zurück, wo sie am 11. Oktober sicher den Hafen von Portsmouth erreichte. Am 5. November wurde die Renown ausgemustert und der Reserve unterstellt, um am 15. September 1921 für die dritte Reise des Prince of Wales wieder in Dienst gestellt zu werden.
Am 26. Oktober verließ sie Portsmouth und begab sich über Malta den Suez-Kanal und Aden nach Mumbai (damals Bombay). Nachdem die Renown am 17. November Mumbai erreicht hatte, verließ Prinz Eduard das Schiff für eine viermonatige Reise durch Indien. Während dieser Zeit besuchte die Renown Colombo, Karachi und mehrere Häfen im Persischen Golf. Am 17. März ging Prinz Eduard wieder an Bord und begab sich über Port Swettnham, Singapur und Hong Kong nach Yokohama. Nachdem man auf der Rückreise noch Manila, Labuan, Penang und Trincomalee besucht hatte, erreichte die Renown am 20. Juni 1922 Portsmouth. Am 28. Juli wurde sie wieder ausgemustert und erneut der Reserve unterstellt.
Am 3. September 1926 wurde die Renown wieder in den aktiven Dienst gestellt und dem Schlachtkreuzergeschwader der Atlantic Fleet zugewiesen. Im Januar 1927 wurde die Renown abkommandiert, um den Duke of York Prince Albert nach Australien zu bringen. Nachdem sie am 17. Juli wieder nach England zurückgekehrt war, wurde sie zunächst überholt und anschließend wieder der Atlantic Fleet zugeteilt. Im Rahmen der Flottenumstrukturierung vom März 1932 wurde die Atlantic Fleet in Home Fleet umbenannt, wodurch die Renown Teil dieser neuen Flotte wurde.

Am 23. Januar 1935 kollidierte sie bei Übungsmanövern vor der spanischen Küste mit der Hood und erlitt dabei strukturelle Schäden an ihrem Bug. Nachdem die ersten Schäden in Gibraltar behoben worden waren, kehrte sie am 18. Februar für eine vollständige Reparatur nach Portsmouth zurück. Im März 1935 wurde aus Gründen der Einheitlichkeit beschlossen, die Queen-Elizabeth- und die Royal-Sovereign-Klasse schrittweise zu trennen und erstere im Mittelmeer und letztere in der Home Fleet zu stationieren. Aufgrund des umfangreichen Umbauprogramms der Queen-Elizabeth-Klasse würde die Mittelmeerflotte durch diesen Wechsel ein Schlachtschiff verlieren, weshalb das Schlachtkreuzergeschwader ins Mittelmeer verlegt werden sollte, um dies auszugleichen. Das Geschwader wurde zunächst zwischen der Home Fleet und der Mittelmeerflotte aufgeteilt und erst im September 1936 endgültig ins Mittelmeer verlegt.
Am 16. Juli 1935 nahm sie an der Flottenschau anlässlich des 25-Jährigen Thronjubiläums von George V. in Spithead teil. Anschließend wurde sie zusammen mit der Hood auf Grund des Abessinienkrieges nach Gibraltar beordert. Während die Hood weiter vor Ort blieb, begab sich die Renown im Januar 1936 nach Alexandria, wo sie sich dem 1. Schlachtgeschwader der Mittelmeerflotte anschloss. Im Juni wurde die Renown von der Repulse abgelöst und kehrte in die Heimat zurück, wo sie sich wieder dem Schlachtkreuzergeschwader der Home Fleet anschloss. Am 2. September wurde sie für Umbaumaßnahmen ausgemustert und am 28. August 1939 für den Einsatz in der Home Fleet wieder in Dienst gestellt.

### Zweiter Weltkrieg
Zusammen mit der Hood, zwei Kreuzern und vier Zerstörern patrouillierte die Renown vom 7. bis zum 12. September 1939 zwischen Island und den Färörinseln, um deutsche Handelsschiffe abzufangen und die Seeblockade gegen Deutschland durchzusetzen. Am 2. Oktober wurde die Renown zusammen mit dem Flugzeugträger Ark Royal abkommandiert, um sich als Force K vor der westafrikanischen Küste an der Suche nach der Admiral Graf Spee zu beteiligen. Im November schloss sie sich Force H am Kap der Guten Hoffnung an.
Dabei stellte sie in Begleitung des Kreuzers Sussex am 2. Dezember 1939 vor Südafrika den deutschen Passagierdampfer Watussi (9.552 BRT), der sich der Aufbringung durch Selbstversenkung entziehen konnte.
Zur Abwehr des deutschen Angriffs auf Norwegen wurde die Renown im April 1940 als Fernsicherung für Minenleger (Operation Wilfred) eingesetzt. Am 9. April traf sie vor dem Ofotfjord auf die deutschen Schlachtschiffe Scharnhorst und Gneisenau, die als Fernsicherung die auf Narvik zulaufende Invasionsflotte decken sollten. Im folgenden Gefecht erzielte die Renown zwei oder drei Treffer, darunter einen Volltreffer in den Feuerleitstand auf dem Vormars der Gneisenau und einen Treffer in einen der beiden vorderen Geschütztürme, der diesen außer Gefecht setzte. Daraufhin drehten die beiden deutschen Schiffe ab. Die Renown selbst erhielt ebenfalls zwei Treffer von der Gneisenau. Gegen Ende des Jahres wurde die Renown nach Gibraltar verlegt und operierte hauptsächlich im Mittelmeer. Sie nahm an der Seeschlacht bei Kap Teulada teil, die am 27. November 1940 zwischen der italienischen Marine (Regia Marina) und britischen Royal Navy südlich von Sardinien ausgetragen wurde. Am 6. Februar 1941 war die Renown an der Beschießung des Hafens von Genua beteiligt. Hierbei wurden vier auf Reede liegende Schiffe versenkt und 18 weitere beschädigt.

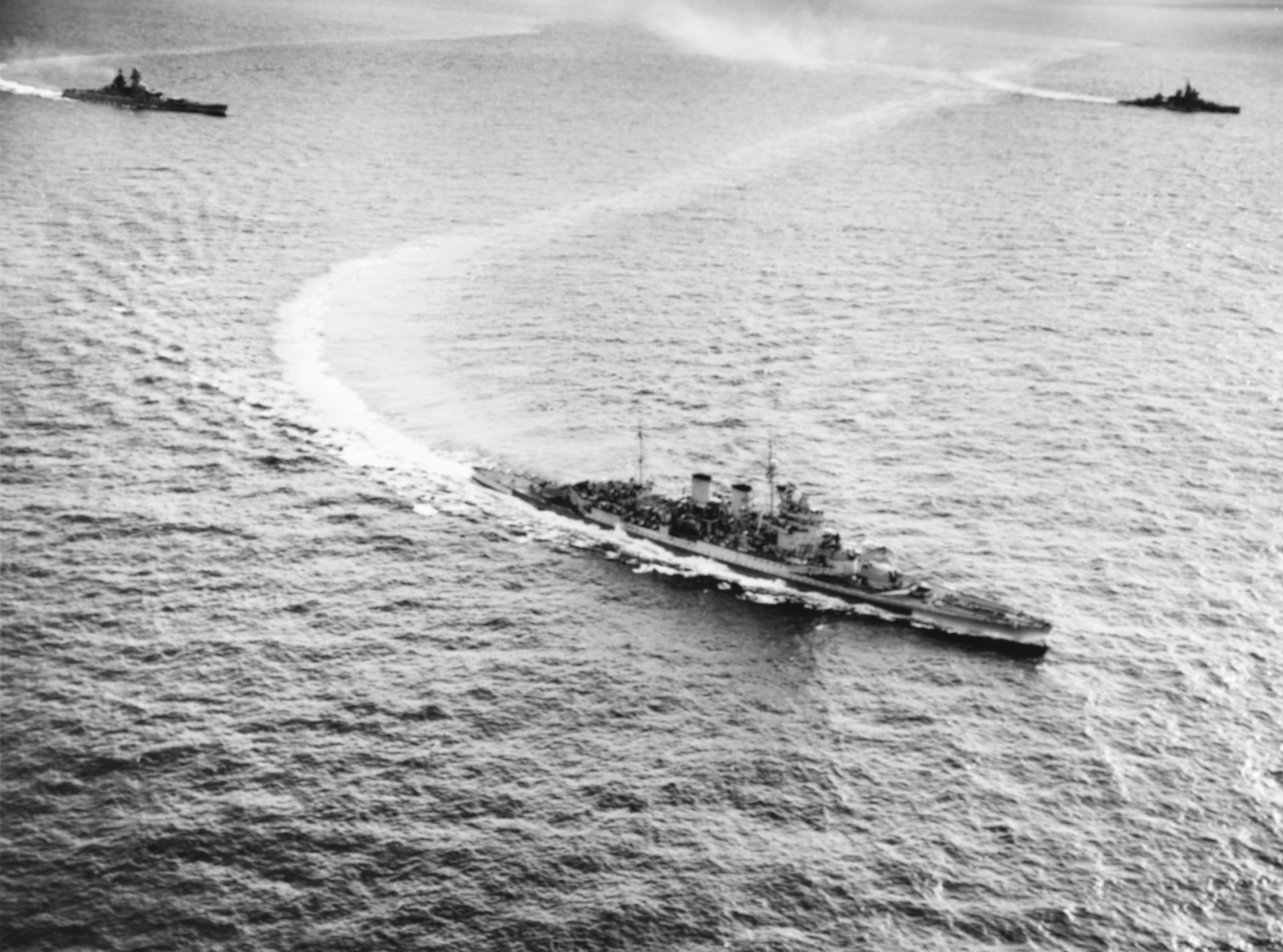
Die Renown mit der British Eastern Fleet im Indischen Ozean, 1944

1942 und 1943 war die Renown wieder bei der Home Fleet stationiert. Dabei wurde sie im Herbst und Winter mehrfach als Fernsicherung von Konvois eingesetzt, die Kriegsmaterial nach Murmansk brachten. Im Sommer folgten Einsätze im Mittelmeer als Eskorte für Flugzeugträger, von denen Flugzeuge nach Malta starteten. Auch bei der alliierten Landung in Nordafrika (Operation Torch) gehörte der Schlachtkreuzer zur Fernsicherung.
1943 transportierte die Renown Winston Churchill von der Quadrant-Konferenz zur Kairo-Konferenz. Anschließend wurde sie Ende des Jahres zur Eastern Fleet überstellt, wo sie bis zum Juli 1945 verblieb und von Ceylon aus strategisch defensive Aufgaben im Indischen Ozean erfüllte. Dabei wurde die Renown auch mehrfach als Geleitschiff für offensive Vorstöße der Flugzeugträger, insbesondere gegen Ziele im japanisch besetzten Niederländisch-Indien, verwandt. Zuletzt war sie wieder im Atlantik eingesetzt; am 3. August 1945 trafen dabei auf dem Schiff König Georg VI. und der sich an Bord der Augusta auf dem Rückweg von der Potsdamer Konferenz befindliche US-Präsident Harry S. Truman zusammen.
Am 15. Mai 1945 wurde die Renown der Reserve in Portsmouth unterstellt und im Juli nach Devonport verlegt. Am 1. Juni 1948 wurde sie von der Marineliste gestrichen, auf die Abwrackliste gesetzt und schließlich im August an Metal Industries Ltd. in Faslane zum Abwracken verkauft.

## Technik

### Schiffsmaße
Das Schiff hatte eine Gesamtlänge von 242 m, eine Breite von 27,5 m und einen Tiefgang von 7,80 m. Die Verdrängung lag zwischen 28.093 t und 31.329 t.

### Antrieb
Die Renown war mit vier Brown-Curtis-Turbinen ausgestattet, die jeweils eine Welle antrieben und insgesamt 112.000 Shp (84.000 kW) entwickelten, mit denen sie eine Höchstgeschwindigkeit von 31 Knoten (57 km/h) erreichte. Der Dampf wurde von zweiundvierzig Babcock & Wilcox-Wasserrohrkesseln geliefert. Das Schiff konnte maximal 4.358 t Heizöl mitführen, was ihr bei 12 Knoten (22 km/h) eine Reichweite von 4.700 Seemeilen (8.700 km) ermöglichte. Die Besatzung des Schiffes bestand aus 1.223 Offizieren und Mannschaft.

### Bewaffnung
Die Hauptbewaffnung bestand aus sechs 381-mm-Geschützen in drei Zwillingsgeschütztürmen, zwei vor und einer hinter den Aufbauten mit der Bezeichnung „A“, „B“, und „Y“ (von vorn nach achtern). Die Geschütze waren auf Mk-I-Lafetten mit einem Gewicht von 782 t und einem Seitenrichtbereich von −150 bis +150 Grad montiert. Die Kanonen selbst wogen 101 t und hatten bei einer maximalen Elevation von 30° und einer Mündungsgeschwindigkeit von 732 m/s eine Reichweite von 26.520 m. Sie verschossen 871 kg schwere Granaten mit einer Kadenz von etwa zwei Schuss pro Minute. Ihre Sekundärbewaffnung bestand aus 17 101-mm-Geschützen in fünf Dreifach- und zwei Einfachlafetten vor und in den Aufbauten. Für die Flugabwehr standen zwei 76-mm-20-cwt-Schnellfeuergeschütze zur Verfügung, die auf dem Schutzdeck neben dem hinteren Schornstein montiert waren. Außerdem war das Schiff mit zwei 533-mm-Unterwasser-Torpedorohren ausgestattet, eines auf jeder Breitseite in Höhe des Geschützturms „A“.

### Panzerung
Der Hauptgürtel aus Krupp-Zementstahl war mittschiffs 152 mm dick. Er hatte eine Länge von 140,80 und erstreckte sich von der Mitte der Barbette „A“ bis zur Mitte der Barbette „Y“. Davor verjüngte er sich auf 75 mm und achtern auf 101 mm Panzerung. Darüber verlief ein weiterer Plankengang über die gleiche Länge wie der Hauptgürtel mit einer Dicke von 38 mm. Die 38-mm-Geschütztürme waren an den Seiten zwischen 178 mm und 229 mm stark gepanzert und hatten ein 108 mm dickes Dach. Die Barbetten waren über dem Oberdeck mit 178 mm gepanzert und darunter mit 102 bis 127 mm geschützt. Der Kommandoturm war rundherum mit 254 mm Panzerung geschützt und hatte ein 75 mm dickes gepanzertes Dach.